# برج ریاب
بنای برج ریاب مربوط به دوره قاجار است و در شهرستان گناباد، بخش مرکزی، روستای ریاب واقع شده و این اثر در تاریخ ۱۱ مرداد ۱۳۸۴ با شمارهٔ ثبت ۱۲۴۰۰ به‌عنوان یکی از آثار ملی ایران به ثبت رسیده است.